# 上田邑
上田邑（かみたのむら）は岡山県津山市にある地名。郵便番号は708-0011。

## 地理
紫竹川が南北に流れ、田邑地区の北部に当たる。西で鏡野町に接する。

### 河川
- 紫竹川

## 歴史

### 沿革
- 1872年 - 上田邑村東分、上田邑村南分、上田邑村北分、上田邑村見内分、上田邑村平田分が合併、上田邑村となる。
- 1889年6月1日 - 町村制施行に伴い、西北条郡上田邑村が、同郡下田邑村と合併、田邑村となる。上田邑村は大字上田邑となり、役場が置かれる。
- 1900年4月1日 - 西北条郡が西西条郡、東南条郡、東北条郡と合併し、苫田郡となる。
- 1954年7月1日 - 田邑村が周辺の9村とともに津山市へ編入される。

## 世帯数と人口
2021年（令和3年）1月1日現在の世帯数と人口は以下の通りである。
| 町丁   | 世帯数  | 人口  |
| ------ | ------- | ----- |
| 上田邑 | 405世帯 | 935人 |

## 小・中学校の学区
市立小・中学校に通う場合、学区は以下の通りとなる。
| 番地 | 小学校             | 中学校               |
| ---- | ------------------ | -------------------- |
| 全域 | 津山市立向陽小学校 | 津山市立津山西中学校 |

## 交通

### 道路
- 岡山県道338号市場津山線
- 岡山県道339号西一宮中北上線

## 施設
- 津山市田邑公民館榎分館